# ガンベッラーラ
ガンベッラーラ（伊: Gambellara）は、イタリア共和国ヴェネト州ヴィチェンツァ県にある、人口約3,400人の基礎自治体（コムーネ）。

## 地理

### 位置・広がり

#### 隣接コムーネ
隣接するコムーネは以下の通り。括弧内のVRはヴェローナ県所属を示す。
- ロニーゴ
- モンテベッロ・ヴィチェンティーノ
- モンテッキーア・ディ・クロザーラ (VR)
- モンテフォルテ・ダルポーネ (VR)
- ロンカ (VR)
- サン・ボニファーチョ (VR)

### 気候分類・地震分類
気候分類では、zona E, 2353 GGに分類される。
また、イタリアの地震リスク階級 (it) では、zona 2 (sismicità media) に分類される。

## 行政

### 分離集落
ガンベッラーラには、以下の分離集落（フラツィオーネ）がある。
- Sarmazza, Sorio, Torri di Confine

## 姉妹都市
- ブテーラ、イタリア